# Agència dels Estats Orientals
L'agència dels Estats Orientals fou una entitat administrativa britànica creada l'1 d'abril de 1933 amb la unió de les agències dels Estats de Chhattisgarh i dels Estats d'Orissa, que van restar com subagències. L'agència dels Estats de Bengala i fou unida l'1 de desembre de 1936. L'1 de desembre de 1944 l'agència fou elevada a residència de primera classe.

## Agència dels Estats d'Orissa
1. Athgarh
2. Athmallik
3. Bamra
4. Baramba
5. Baudh
6. Bonai
7. Daspalla
8. Dhenkanal
9. Gangpur
10. Hindol
11. Keonjhar
12. Khandpara
13. Kharsawan
14. Narsingpur
15. Nayagarh
16. Nilgiri
17. Pal Lahara
18. Rairakhol
19. Ranpur
20. Seraikela
21. Sonepur
22. Talcher
23. Tigiria

## Agència dels Estats de Chhattisgarh
1. Bastar
2. Changbhakar
3. Chhuikhadan
4. Jashpur
5. Kalahandi (Karond)
6. Kanker
7. Kawardha
8. Khairagarh
9. Principat de Korea
10. Nandgaon
11. Patna
12. Raigarh
13. Sakti
14. Sarangarh
15. Surguja
16. Udaipur

## Agència dels Estats de Bengala
1. Cooch Behar
2. Mayurbhanj
3. Tripura